# Gyík (Marvel Comics)
A Gyík, dr. Curtis "Curt" Connors, a Marvel Comics képregények egyik szuperbűnözője, Pókember ellensége. Elsőként 1963-ban jelent meg a The Amazing Spider-Man #6. számában. Megalkotói Stan Lee és Steve Ditko. 2009-ben az IGN 100-as listáján 62. helyre sorolta őt a legnagyobb szuperbűnözők listáján.
Curt Connors alakja megjelent filmen kisebb szerepben a Pókember 2 (2004) és Pókember 3 (2007) című filmekben is Dylan Baker alakításában, Gyíkként a 2012-es A csodálatos Pókemberben látható először filmen, ahol Rhys Ifans játszotta a szerepet.